# Niederndodeleben
Niederndodeleben este o comună în Saxonia-Anhalt, Germania